# پاتریک فابیون لوپز
پاتریک فابیون لوپز (به پرتغالی: Patrick Fabionn Lopes) مدافع اهل برزیل است که در شهر Muriaé و در تاریخ ۲۰ اوت ۱۹۸۰ به دنیا آمده‌است.
پاتریک فابیون لوپز در تیم‌های فوتبال Mirassol سابقهٔ حضور دارد.